# Lose (KSI és Lil Wayne-dal)
A Lose KSI brit rapper és Lil Wayne, amerikai rapper közös dala, amely 2021. augusztus 6-án jelent meg az RBC és a BMG Rights Management kiadókon keresztül. A dal szerepelni fog KSI All Over The Place (Deluxe Edition) albumán, illetve a brit rapper menedzsere szerint Lil Wayne 2021-ben megjelenő I Am Not a Human Being III lemezén is. Ez volt a brit rapper első kislemeze, amely szerepelt a Billboard Hot 100 slágerlistán, mikor 86. helyig jutott. Ezzel egyidőben a brit indie-slágerlistán második lett a dal, így KSI-é volt a héten a két legmagasabb helyen tartózkodó kislemez a listán, illetve az első ötben három dala is szerepelt.

## Háttér
Először 2021. május 18-án, albumának megjelenése előtt beszélt a dalról KSI, mikor azt mondta, hogy „Van egy közreműködésem, amire senki nem fog számítani. [...] Mondjuk azt, hogy egy abszolút legendával dolgoztam együtt... Annyit mondok, hogy a nevének az utolsó betűje E”, illetve, hogy a dal szerepelni fog All Over The Place című albumának deluxe verzióján. KSI 2021. július 31-én jelentette be Instagram oldalán a kislemez megjelenését. Ezt követően KSI menedzsere Twitteren elmondta, hogy várhatóan a dal szerepelni fog Wayne 2021-ben megjelenő I Am Not a Human Being III című lemezén.

## Fogadtatás
Mindössze 10 órával megjelenését követően a dal első helyig jutott 25 országban az iTunes slágerlistáin. Magyarországon a 2. helyig jutott ugyanebben az időszakban. Ez volt a brit rapper első kislemeze, amely szerepelt a Billboard Hot 100 slágerlistán, mikor 86. helyig jutott. Ezzel egyidőben a brit indie-slágerlistán második lett a dal, így KSI-é volt a héten a két legmagasabb helyen tartózkodó kislemez a listán, illetve az első ötben három dala is szerepelt. A Brit kislemezlistán 18. lett, KSI első kislemeze az All Over The Place albumról, amely nem jutott el a slágerlista legjobb négy helyéig.

## Közreműködő előadók
A Tidal adatai alapján.
- KSI  – vokál, dalszerző
- Lil Wayne – vokál, dalszerző
- Digital Farm Animals – dalszerző, producer
- S-X – co-producer, dob programozás[8]
- Ivory Scott – dalszerző
- Joe LaPorta – hangmérnök
- Rob Marks – hangmérnök

## Slágerlisták
| Slágerlista (2021)                   | Legmagasabb pozíció |
| ------------------------------------ | ------------------- |
| Ausztrália (ARIA)                    | 38                  |
| Brit kislemezlista (OCC)             | 18                  |
| Brit Hiphop és R&B-lista (OCC)       | 4                   |
| Brit Indie-lista (OCC)               | 2                   |
| Euro Digital Song Sales (Billboard)  | 8                   |
| Global 200 (Billboard)               | 74                  |
| Hollandia (Single Tip)               | 10                  |
| Írország (IRMA)                      | 20                  |
| Kanada (Canadian Hot 100)            | 61                  |
| Magyarország (Single Top 40)         | 18                  |
| Norvégia (VG-lista)                  | 25                  |
| Svédország (Sverigetopplistan)       | 100                 |
| US Billboard Hot 100                 | 86                  |
| US Hot R&B/Hip-Hop Songs (Billboard) | 31                  |
| US Rhythmic (Billboard)              | 33                  |
| Új-Zéland (Recorded Music NZ)        | 35                  |

## Kiadások
| Régió       | Dátum              | Formátum                         | Kiadó       | For.   |
| ----------- | ------------------ | -------------------------------- | ----------- | ------ |
| Világszerte | 2021. augusztus 6. | - digitális letöltés - streaming | - RBC - BMG | [ 24 ] |